# Campeonato Turco de Patinação Artística no Gelo
O Campeonato Turco de Patinação Artística no Gelo é uma competição nacional anual de patinação artística no gelo da Turquia. Os patinadores competem em dois eventos, individual masculino e individual feminino.
A competição determina os campeões nacionais e os representantes da Turquia em competições internacionais como Campeonato Mundial, Campeonato Mundial Júnior, Campeonato Europeu e os Jogos Olímpicos de Inverno.

## Edições
| Ano (Edição) | Cidade sede | Sênior | Sênior | Sênior | Sênior | Sênior | Ref           |
| Ano (Edição) | Cidade sede | M      | F      | P      | D      | S      | Ref           |
| ------------ | ----------- | ------ | ------ | ------ | ------ | ------ | ------------- |
| 2000–01      |             | •      | •      | –      | –      | –      | [ 1 ]         |
| 2001–02      | Izmit       | •      | —      | —      | —      | —      | [ 2 ] [ 3 ]   |
| 2002–03      | Ancara      | –      | •      | –      | –      | •      | [ 4 ]         |
| 2003–04      | Izmit       | –      | •      | –      | –      | •      | [ 5 ]         |
| 2003–04      | Cocaeli     | •      | •      | –      | –      | •      | [ 6 ]         |
| 2006–2009    |             | —      | —      | —      | —      | —      |               |
| 2009–10      | Ancara      | •      | •      | –      | •      | –      | [ 7 ]         |
| 2010–11      | Ancara      | •      | •      | –      | •      | –      | [ 8 ] [ 9 ]   |
| 2011–12      |             | •      | •      | –      | –      | –      | [ 10 ]        |
| 2012–13      |             | •      | •      | –      | –      | –      | [ 11 ]        |
| 2013–14      | Istambul    | •      | •      | –      | –      | •      | [ 12 ] [ 13 ] |
| 2014–15      | Ancara      | •      | •      | •      | –      | –      | [ 14 ]        |
| 2015–16      | Izmir       | •      | •      | •      | •      | •      | [ 15 ] [ 16 ] |
| 2016–17      | Izmir       | •      | •      | •      | •      | –      | [ 17 ]        |

## Lista de medalhistas

### Individual masculino
| Evento                      | Ouro                                      | Prata                                     | Bronze                                    |
| 2000–01 (detalhes)          | Deniz Atak                                | nenhum outro competidor                   | nenhum outro competidor                   |
| 2001–02 (detalhes)          | Tayfun Anar                               | nenhum outro competidor                   | nenhum outro competidor                   |
| 2002–04                     | Não houve disputa do individual masculino | Não houve disputa do individual masculino | Não houve disputa do individual masculino |
| 2004–05 (detalhes)          | Alper Uçar                                | nenhum outro competidor                   | nenhum outro competidor                   |
| 2005–09                     | ?                                         | ?                                         | ?                                         |
| Ancara 2009–10 (detalhes)   | Ali Demirboga                             | Kutay Eryoldas                            | Eray Ozbal                                |
| Ancara 2010–11 (detalhes)   | Ali Demirboga                             | Kutay Eryoldas                            | Eray Ozbal                                |
| 2011–12 (detalhes)          | Ali Demirboga                             | Engin Ali Artan                           | nenhum outro competidor                   |
| 2012–13 (detalhes)          | Ali Demirboga                             | Osman Akgun                               | Engin Ali Artan                           |
| Istambul 2013–14 (detalhes) | Ali Demirboga                             | Osman Akgun                               | Engin Ali Artan                           |
| Ancara 2014–15 (detalhes)   | Engin Ali Artan                           | Ali Demirboga                             | Osman Akgun                               |
| Izmir 2015–16 (detalhes)    | Engin Ali Artan                           | Ali Demirboga                             | Burak Demirboga                           |
| Izmir 2016–17 (detalhes)    | Engin Ali Artan                           | Burak Demirboga                           | Mehmet Çakır                              |

### Individual feminino

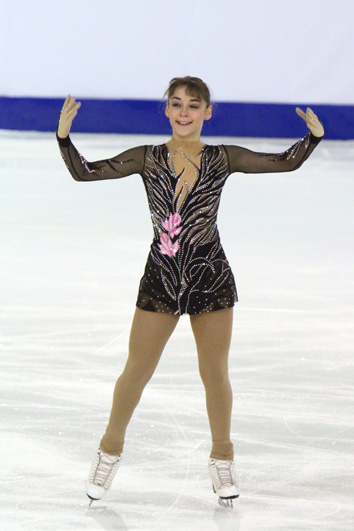
Sıla Saygı, 2010

| Evento                      | Ouro                                     | Prata                                    | Bronze                                   |
| 2000–01 (detalhes)          | Nil Sirikçi                              | Gamze Iyiis                              | nenhuma outra competidora                |
| 2001–02                     | Não houve disputa do individual feminino | Não houve disputa do individual feminino | Não houve disputa do individual feminino |
| 2002–03 (detalhes)          | Gamze Iyiis                              | nenhuma outra competidora                | nenhuma outra competidora                |
| 2003–04 (detalhes)          | Gamze Iyiis                              | nenhuma outra competidora                | nenhuma outra competidora                |
| 2004–05 (detalhes)          | Gamze Iyiis                              | nenhuma outra competidora                | nenhuma outra competidora                |
| 2005–09                     | ?                                        | ?                                        | ?                                        |
| Ancara 2009–10 (detalhes)   | Gamze Iyiis                              | Ekin Doganay                             | nenhuma outra competidora                |
| Ancara 2010–11 (detalhes)   | Birce Atabey                             | Beril Bektas                             | Renk Kemaloğlu                           |
| 2011–12 (detalhes)          | Birce Atabey                             | Renk Kemaloğlu                           | Aybike Kahrıman                          |
| 2012–13 (detalhes)          | Sıla Saygı                               | Birce Atabey                             | Dilan Baytan                             |
| Istambul 2013–14 (detalhes) | Sıla Saygı                               | Birce Atabey                             | Melisa Sema Atik                         |
| Ancara 2014–15 (detalhes)   | Birce Atabey                             | Sıla Saygı                               | Sinem Kuyucu                             |
| Izmir 2015–16 (detalhes)    | Birce Atabey                             | Sıla Saygı                               | Sinem Kuyucu                             |
| Izmir 2016–17 (detalhes)    | Birce Atabey                             | Sıla Saygı                               | Sinem Kuyucu                             |

### Duplas
| Evento                    | Ouro                           | Prata                   | Bronze                  |
| Ancara 2014–15 (detalhes) | Olga Bestandigova Ilhan Mansiz | nenhum outro competidor | nenhum outro competidor |
| Izmir 2015–16 (detalhes)  | Çağla Demirsal Berk Akalın     | nenhum outro competidor | nenhum outro competidor |
| Izmir 2016–17 (detalhes)  | nenhum                         | nenhum outro competidor | nenhum outro competidor |

### Dança no gelo
| Evento                    | Ouro                               | Prata                              | Bronze                             |
| Ancara 2009–10 (detalhes) | Jenette Maitz Alper Ucar           | nenhum outro competidor            | nenhum outro competidor            |
| Ancara 2010–11 (detalhes) | Cagla Demirsal Berk Akalin         | nenhum outro competidor            | nenhum outro competidor            |
| 2011–15                   | Não houve disputa de dança no gelo | Não houve disputa de dança no gelo | Não houve disputa de dança no gelo |
| Izmir 2015–16 (detalhes)  | Rümeysa Odabaş Emirhan Ercan       | nenhum outro competidor            | nenhum outro competidor            |
| Izmir 2016–17 (detalhes)  | Rümeysa Odabaş Emirhan Ercan       | nenhum outro competidor            | nenhum outro competidor            |

### Patinação sincronizada
| Evento                      | Ouro                                        | Prata                                       | Bronze                                      |
| 2002–03 (detalhes)          | Gümüs Patenler Sport Club                   | Izmir Büyüksehir Belediyesi                 | nenhum outro competidor                     |
| 2003–04 (detalhes)          | Gümüs Patenler Sport Club                   | Izmir Büyüksehir Belediyesi                 | Izmir Büyüksehir Belediyesi                 |
| 2004–05 (detalhes)          | Gümüs Patenler Sport Club                   | Kocaeli Büyüksehir Belediyesi               | Izmir Büyüksehir Belediyesi                 |
| 2005–09                     | ?                                           | ?                                           | ?                                           |
| 2009–13                     | Não houve disputa de patinação sincronizada | Não houve disputa de patinação sincronizada | Não houve disputa de patinação sincronizada |
| Istambul 2013–14 (detalhes) | Vizyon Buz Sporlari Kulübü                  | Ankara University Spor Kulübü               | Atak Buz Sporlari Kulübü                    |
| 2014–15                     | Não houve disputa de patinação sincronizada | Não houve disputa de patinação sincronizada | Não houve disputa de patinação sincronizada |
| Izmir 2015–16 (detalhes)    | Vizyon Buz Sporlari Kulübü                  | nenhum outro competidor                     | nenhum outro competidor                     |
| 2016–17                     | Não houve disputa de patinação sincronizada | Não houve disputa de patinação sincronizada | Não houve disputa de patinação sincronizada |